# Thaumasura
Thaumasura is een geslacht van vliesvleugeligen uit de familie Pteromalidae. De wetenschappelijke naam van dit geslacht is voor het eerst geldig gepubliceerd in 1868 door Westwood.

## Soorten
Het geslacht Thaumasura omvat de volgende soorten:
- Thaumasura annulicornis (Cameron, 1912)
- Thaumasura arboris Girault, 1932
- Thaumasura australica (Westwood, 1874)
- Thaumasura australiensis Boucek, 1988
- Thaumasura bella Girault, 1927
- Thaumasura bidens (Boucek, 1988)
- Thaumasura brevicaudata (Westwood, 1874)
- Thaumasura brevistylus (Girault, 1915)
- Thaumasura carinicollis (Cameron, 1911)
- Thaumasura colliscutellum Girault, 1932
- Thaumasura dentatitibia Girault, 1927
- Thaumasura diana Girault, 1928
- Thaumasura eleganta Girault, 1926
- Thaumasura femoralis (Westwood, 1874)
- Thaumasura fera Girault, 1932
- Thaumasura goethei Girault, 1937
- Thaumasura imperialis (Froggatt, 1927)
- Thaumasura juno Girault, 1926
- Thaumasura locustiformis (Girault, 1915)
- Thaumasura longa Girault, 1928
- Thaumasura macrocalculus Girault, 1932
- Thaumasura magnispina Girault, 1932
- Thaumasura marmoratipennis Girault, 1927
- Thaumasura micans Girault, 1932
- Thaumasura nelsoni Girault, 1932
- Thaumasura nigricornis (Cameron, 1912)
- Thaumasura niobe Girault, 1932
- Thaumasura omnicyanea (Girault, 1932)
- Thaumasura pavo (Girault, 1915)
- Thaumasura rubrifunicle Girault, 1932
- Thaumasura rubritibia Girault, 1932
- Thaumasura rubrofemoralis Ashmead, 1900
- Thaumasura sanguinipes (Girault, 1915)
- Thaumasura scutellata (Girault, 1915)
- Thaumasura solis Girault, 1932
- Thaumasura terebrator Westwood, 1868
- Thaumasura westwoodi Girault, 1917